# Domenico de Marini
Domenico de Marini (Roma, 21 ottobre 1599 – Avignone, 20 giugno 1669) è stato un arcivescovo cattolico italiano presso la sede di Avignone, vicario generale dell'Ordine dei predicatori e funzionario al servizio della Santa Sede.

## Biografia
Di origine genovese, fratello di Giovanni Battista, che fu maestro generale dell'Ordine dei predicatori, anche lui venne avviato alla vita ecclesiastica, entrando nel Convento di Santo Stefano a Salamanca retto dai predicatori. Fu nominato priore del convento di Santa Maria sopra Minerva a Roma. Successivamente divenne vicario generale del suo ordine, esercitando influenza sull'elezione del fratello a maestro generale. Fu nominato alla guida dell'arcidiocesi di Avignone da papa Innocenzo X il 1º marzo 1649 e consacrato il successivo 11 aprile dal cardinale Giovanni Giacomo Panciroli.

## Genealogia episcopale e successione apostolica
La genealogia episcopale è:
- Cardinale Tolomeo Gallio
- Vescovo Cesare Speciano
- Patriarca Andrés Pacheco
- Cardinale Agostino Spinola
- Cardinale Giulio Cesare Sacchetti
- Cardinale Giovanni Giacomo Panciroli
- Arcivescovo Domenico de Marini

La successione apostolica è:
- Vescovo Ivan Antun Zboronac (1656)